# Storstockholms Lokaltrafik

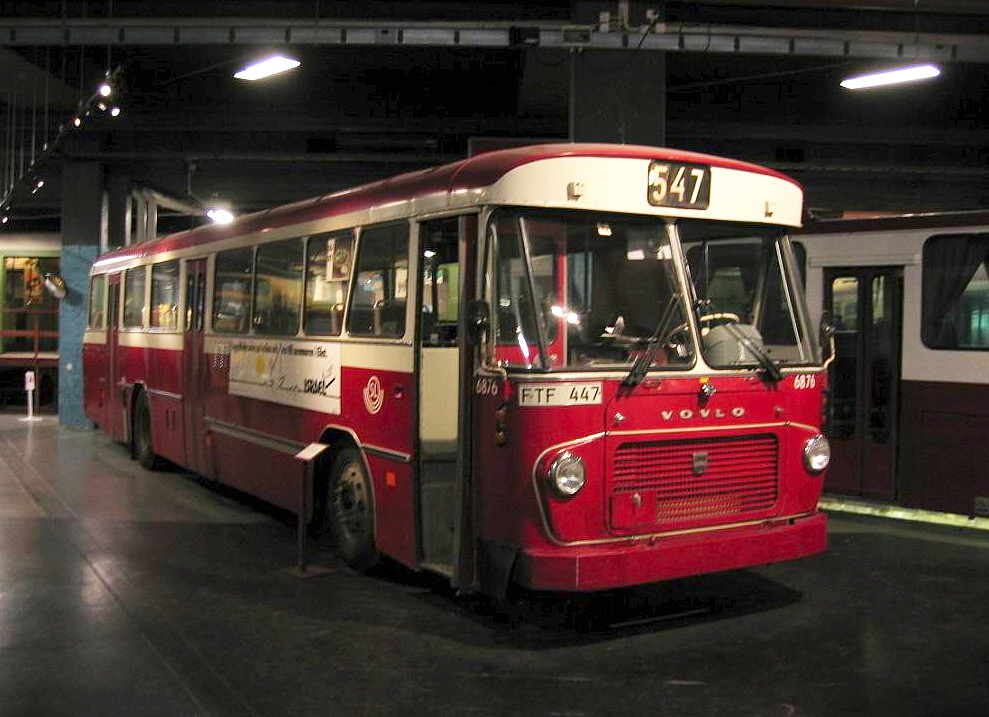
Um autocarro ou onibus da SL

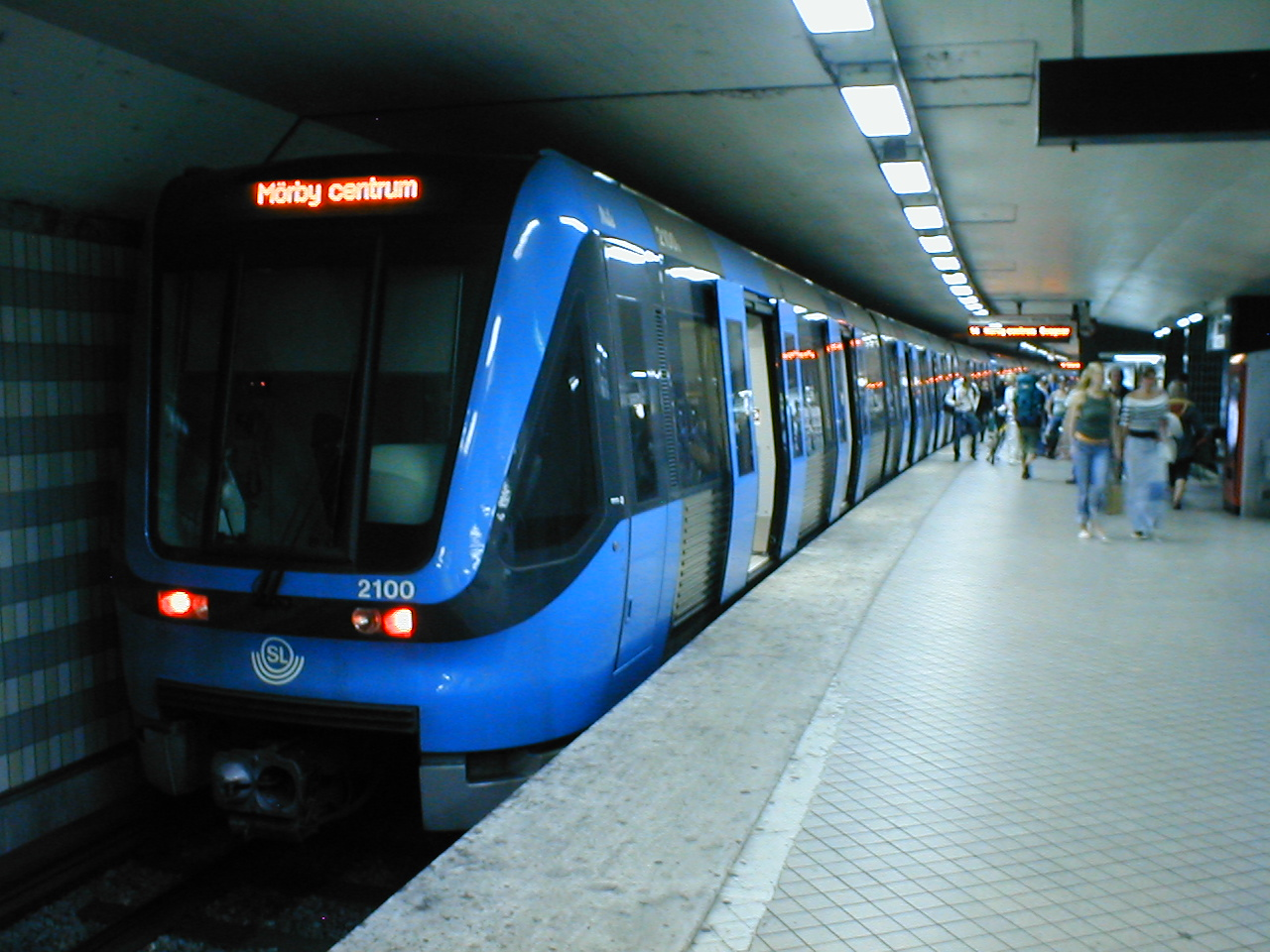
Um comboio ou metro do metropolitano da SL onde é possível observar o logotipo da empresa

A Storstockholms Lokaltrafik, AB, conhecida por SL, é a empresa responsável pela gestão e pela oferta dos transportes públicos da região da grande Estocolmo.

## História
A empresa foi registada em 1915, com o número 556013-0683 e o nome Stockholms Spårvägar. A partir de 1967, o nome foi alterado para Storstockholms Lokaltrafik, AB, nome esse que se conserva até hoje. Nessa altura, os serviços de metropolitano, comboio e autocarros foram aglomerados numa única empresa gestora.
O Museu do Eléctrico, em Södermalm, é também gerido pela SL.

## Empresas filhas
- AB SL Finans (100%)
- SL HR Service AB (100%)
- SL Kundtjänst AB (51%)
- SL Infrateknik AB (100%) (Vilande)
- SL Lidingö Trafik AB (97%) (Vilande)
- Fastighets AB Viggestaberg (100%) Vilande
- AB Transitio (54%)
- Stockholms Terminal AB (40%)
- Tågia AB (33,3%)
- Busslink i Sverige AB (30%)
- Svensk Banproduktion AB (40%)

## Directores insignes
- Helge Berglund, 1967-1972 (desde 1965, se incluirmos a Stockholms Spårvägar)
- Ingemar Bäckström, 1973-1988
- Leif Axén, 1988-1998
- Kjell Nilsson, 1998-2000
- Gunnar Schön, 2000-2003
- Lennart Jangälv, 2003-

## Curiosidades
- 690 000 passageiros utilizam os serviços da SL diariamente
- No total, esperam em pé em paragens da SL cerca 2,3 milhões de passageiros diariamente